# دان لونش (لاعب كرة قدم أمريكية)
دان لونش (بالإنجليزية: Dan Lynch)‏ هو لاعب كرة قدم أمريكية أمريكي، ولد في 21 يونيو 1962 في الولايات المتحدة.